# 佛羅伍德 (密西西比州)
佛羅伍德（英語：Flowood）是位於美國密西西比州蘭金縣的城市。

## 人口
根據2020年美國人口普查的數據，佛羅伍德的面積為75.62平方千米，當中陸地面積為74.59平方千米，而水域面積為1.03平方千米。當地共有人口10202人，而人口密度為每平方千米135人。